# توکولورها
قوم توکولور (در زبان‌های غربی: Toucouleur)، یک گروه قومی غرب آفریقا بومی منطقه «فوتا تورو» در سنگال است. جوامع کوچکتری از این قوم نیز در مالی و موریتانی وجود دارد. توکولورها در قرن یازدهم مسلمان شدند. آن‌ها در گسترش اسلام به غرب آفریقا در دوران قرون وسطی تأثیرگذار بوده‌اند، مردمان این قوم بعدها پادشاهی وسیع توکولور را در قرن ۱۹ تحت رهبری عمر طعل بنیاد کردند و طعل رهبری یک جنگ مذهبی علیه گروه‌های قومی همسایه و نیروهای استعماری فرانسوی را بر عهده داشت.
آنها به زبان پولار صحبت می‌کنند و از قوم فولا، ولوف و سرر متمایز اما با آنها مرتبط هستند. توکولورها به‌طور سنتی یکجانشین هستند و عمدتاً در دره رود سنگال نشیمن دارند و فعالیت اصلی‌شان کشاورزی، ماهیگیری و پرورش گاو است. جامعه توکولور، پدرسالار، چندهمسری و با قشربندی اجتماعی بالا بوده که شامل نظام برده‌داری و کاست  می‌شود. تخمین زده می‌شود که ۱ میلیون نفر توکولور در غرب آفریقا وجود دارد.

## پراکنش و زبان

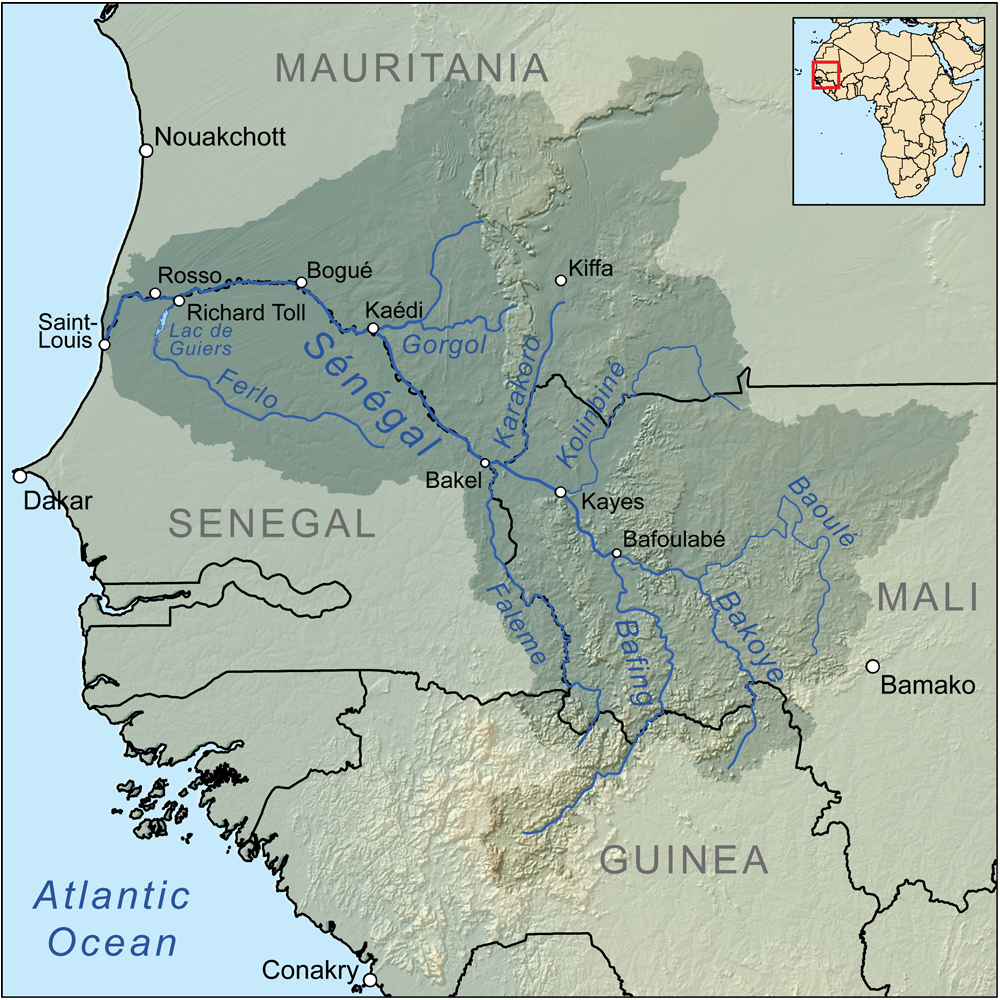
ریشه توکولورها به دره رودخانه سنگال در مرز سنگال و موریتانی می‌رسد.

آن‌ها عمدتاً در مناطق شمالی سنگال یافت می‌شوند که ۱۵٪ از جمعیت را تشکیل می‌دهند. این منطقه توسط دره رودخانه سنگال آبیاری می‌شود که بر جنوب موریتانی همپوشانی دارد. در دوران استعمار و در دوران معاصر، برخی از توکولورها در غرب مالی ساکن شدند. امروزه حدود یک میلیون نفر توکولر در ناحیه دره رودخانه سنگال و حدود ۱۰۰۰۰۰ نفر در مالی هستند.
زبان پولار که زبان فولا یا فولانی نیز نامیده می‌شود، زبان اول آن‌هاست. این زبان یکی از شاخه‌های اطلسی از خانواده زبان‌های نیجر-کنگو است.
نام توکولور منشأ نامشخصی دارد و برخی منابع آن را به عنوان یک مشتق فرانسوی به معنای «از هر رنگ» ذکر کرده‌اند که ممکن است یک ریشه‌شناسی عامیانه باشد. منابع دیگر آن را به‌عنوان تغییر شکل یافته تکوری، اصطلاحی پیش از استعمار به معنای «مردم تکور» ذکر می‌کنند، که نشان می‌دهد آنها از نوادگان پادشاهی تکور آفریقای غربی هستند که بین قرن‌های ۵ و ۱۳ رونق داشت.

## تاریخ
طبق سنت‌های شفاهی قوم توکولر و سرر، توکولورها از نوادگان نیاکان سرر و فولا هستند. این سنت توسط بسیاری از محققان از جمله فولتز و فیلیپس پشتیبانی می‌شود. یک تعامل متقابل به سبک شوخی دو طرفه، که توسط مردم شناسان رابطه شوخی نامیده می‌شود، بین سررها و توکولورها وجود دارد.
مردم توکولور از دیرباز در منطقه رودخانه سنگال ساکن بوده‌اند و ریشه‌های پادشاهی سازمان‌یافته تکرور آنها به قرن پنجم بازمی‌گردد. آن‌ها بخشی از پادشاهی قرن ۱۰ تا ۱۸ بودند، اما توسط حاکمان غیر توکولور از سایر گروه‌های قومی رهبری می‌شدند. در قرن هجدهم، یک پادشاهی توکولور ظهور کرد که در قرن نوزدهم تحت رهبری رهبر اسلامی حاج عمر طعل به اوج نفوذ خود رسید. عمر در سال ۱۷۹۷ در یک خانواده روحانی توکولور به دنیا آمد. در سفرش به مکه در سال ۱۸۲۷، به عنوان «خلیفه آفریقای سیاه» منصوب شد. او در سال ۱۸۳۳ به غرب آفریقا بازگشت و سپس راهبردهای سیاسی و دولت سازی را از پدر همسرش در خلافت سوکوتو آموخت.

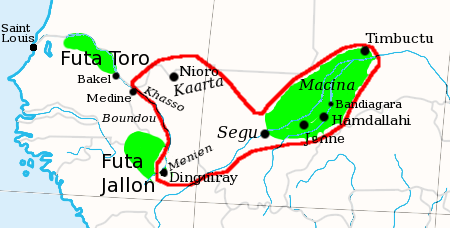
پادشاهی توکولور حاج عمر طعل از فوتا تورو به مناطق بیشتری (قرمز) در قرن ۱۹ گسترش یافت.

عمر طعل در سال ۱۸۴۵ به سنگال بازگشت و در آنجا شروع به تبلیغ اسلام در میان مردم توکولور کرد. عمر طعل از اروپا اسلحه به دست‌آورد، سپس توکولورها را برای جهاد اسلامی در سال ۱۸۵۴ علیه گروه‌های قومی غیر مسلمان و مسلمانانی که باورهای دیگر یافته بودند، بسیج کرد. سپاهیان توکولور موفق شدند و پادشاهی توکولور رشد کرد و از سنگال تا بسیاری از مناطق مالی در طی ده سال پس از آن، گسترش یافت. پسر عمر طعل، مصطفی، بین سال‌های ۱۸۶۴ و ۱۸۷۰ بر این پادشاهی و مردم توکولور سلطنت کرد و پس از آن پسر دوم عمر طعل به نام احمدو سکو به قدرت رسید. حکومت احمدو سکو، شامل ایالت‌های گالینی و جُفره، یک حومت «استبدادی مسلمان» بر قوم ماندینکا و مردم بامبارا بود. این پادشاهی در دهه ۱۸۸۰ با حمله فولانی‌ها، طوارق و مورها به توکولورها فروپاشید، و جنگ داخلی بین رهبران محلی توکولورها منطقه را فراگرفت. چیرگی این پادشاهی در سال ۱۸۹۱ پس از تهاجم نیروهای استعماری فرانسه به این منطقه پایان یافت.